# Житловий фонд
Житлови́й фонд — сукупність всіх житлових приміщень незалежно від форм власності, включаючи житлові будинки, спеціалізовані будинки (гуртожитки, готелі-притулки, будинки маневреного фонду, житлові приміщення з фондів житла для тимчасового поселення змушених переселенців та осіб, визнаних біженцями, житлові приміщення з фонду житла для тимчасового поселення громадян, які втратили житло в результаті звернення стягнення на житлове приміщення, яке придбане за рахунок кредиту банку або іншої кредитної організації яких засобів цільової позики, наданого юридичною особою на придбання житла, і закладено у забезпечення повернення кредиту або цільової позики, спеціальні будинки для самотніх людей похилого віку, будинки-інтернати для інвалідів, ветеранів та інші), квартири, службові житлові приміщення, інші житлові приміщення в інших будівлях, придатні для проживання.
Житловий фонд являє собою складний інженерний комплекс, який складається з житлових будинків, систем водопостачання та водовідведення, теплоенергетичного обладнання; автоматичних засобів управління та експлуатації; різноманітних мереж комунікацій; протипожежного, ліфтового, санітарно-технічного та іншого устаткування.
Житловий фонд України — національне надбання багатьох поколінь людей і становить майже 25% основних засобів країни.

## Категорії житлового фонду за призначенням
- житловий фонд загального призначення — це сукупність житла всіх форм власності, призначеного для проживання громадян.

- житловий фонд соціального призначення — це житло, призначене для проживання громадян, які потребують соціального захисту. До цієї категорії громадян відносяться: інваліди, ветерани, самотні громадяни похилого віку. їм надається житло в будинках-інтернатах. Виселення з будинку-інтернату з власної ініціативи громадянина провадиться за його письмовою заявою, а з ініціативи власника або установи, у віданні якої перебуває будинок-інтернат, — тільки у судовому порядку;

- житловий фонд спеціального призначення — це житло, що надається в користування працівникам підприємств, установ і організацій та тим громадянам, які за характером їх трудових відносин мають проживати за місцем роботи або поблизу нього, — службове житло; робітникам, службовцям, студентам, учням, а також іншим і громадянам на відповідний строк надаються гуртожитки; інвалідам, ветеранам, самотнім громадянам похилого віку — місця в будинках-ітернатах. До фонду спеціального призначення належить також житло призначене для тимчасового проживання переселених громадян — маневрений житловий фонд, а для біженців, безпритульних і вимушених переселенців — готелі-притулки. Житловий фонд спеціального призначення формується шляхом споруджених квартир нових будинків, переобладнання існуючих будинків і квартир інших категорій житлового фонду, переобладнання нежилих будинків і включення їх до житлового фонду, а також шляхом переведення одного житлового фонду до фонду іншого призначення.

До житлового фонду спеціального призначення належать:
- службове житло;
- гуртожитки для проживання самотніх громадян (жилі кімнаті для спільного користування кількох осіб, які не перебувають у родинних зв'язках);
- гуртожитки для проживання сімей (житло, що складається з однієї або кількох кімнат і перебуває у користуванні окремої сім'ї);
- будинки (квартири) маневреного житлового фонду;
- будинки-інтернати для інвалідів, ветеранів, самотніх громадян похилого віку;
- готелі-притулки. Готелі-притулки призначені для тимчасового проживання громадян, які потерпіли від стихійного лиха або іншої екстремальної ситуації, а також для розміщення біженців. Готелі-притулки створюються у разі виникнення надзвичайної ситуації на базі існуючих готелів, гуртожитків, баз відпочинку, пансіонатів та інших приміщень, що можуть бути пристосовані для тимчасового проживання громадян. Громадяни, які постраждали від стихійного лиха, а також біженці (потерпілі особи) користуються готелями-притулками безоплатно. Після ліквідації стихійного лиха чи іншої екстремальної ситуації та розселення потерпілих осіб, які проживали в готелях-притулках, провадиться зміна статусу цих приміщень.

## Об'єкти житлового фонду
Житловий фонд включає:
- жилі будинки і жилі приміщення в інших будівлях, що належать державі (державний житловий фонд);
- жилі будинки і жилі приміщення в інших будівлях, що належать колгоспам та іншим кооперативним організаціям, їх об'єднанням, профспілковим та іншим громадським організаціям (громадський житловий фонд);
- жилі будинки, що належать житлово-будівельним кооперативам (фонд житлово-будівельних кооперативів);
- жилі будинки (частини будинків), квартири, що належать громадянам на праві приватної власності (приватний житловий фонд).
- До житлового фонду включаються також жилі будинки, що належать державно-колгоспним та іншим державно-кооперативним об'єднанням, підприємствам і організаціям. Відповідно до Основ житлового законодавства Союзу РСР і союзних республік до цих будинків застосовуються правила, встановлені для громадського житлового фонду.
- Житловий кодекс України (ст. 4) м. Київ, 30 червня 1983 р. N 5464-X

Житловий фонд — сукупність житлових приміщень незалежно від форм власності, включаючи житлові будинки, спеціалізовані будинки (гуртожитки, притулки, дитячі будинки, будинки-інтернати для громадян похилого віку та інвалідів (дорослих і дітей), школи-інтернати та інтернати при школах), квартири, службові житлові приміщення, інші житлові приміщення в будівлях, придатних для проживання.
За формами власності житловий фонд поділяється на: державний, житловий фонд, колективний житловий фонд, приватний житловий фонд.
Державний комітет статистики України. Наказ Про затвердження форми державної статистичної звітності N 1-житлофонд (річна) та Інструкції щодо її заповнення (Інструкція, розд. І) N 260 від 03.08.2000
Житловий фонд — сукупність житлових приміщень незалежно від форм власності, включаючи житлові будинки, спеціалізовані будинки (гуртожитки, притулки, дитячі будинки, будинки-інтернати для громадян похилого віку та інвалідів (дорослих і дітей), школи-інтернати та інтернати при школах), квартири, службові житлові приміщення, інші житлові приміщення в будівлях, придатних для проживання.
За формами власності житловий фонд поділяється на: державний житловий фонд, комунальний житловий фонд, колективний житловий фонд, приватний житловий фонд.
Державний комітет статистики України. Наказ Про затвердження форми державного статистичного спостереження N 1-житлофонд (річна) (Роз'яснення, розд.1) N 246 від 27.06.2002 м. Київ
Державний житловий фонд — це житловий фонд місцевих Рад народних депутатів та житловий фонд, який знаходиться у повному господарському віданні чи оперативному управлінні державних підприємств, організацій, установ.

## Житловий фонд у законах України

### Закон України «Про приватизацію державного житлового фонду»
Житловий фонд соціального призначення — сукупність соціального житла, що надається громадянам України, які відповідно до закону потребують соціального захисту.

### Закон України Про житловий фонд соціального призначення (ст.1) м. Київ, 12 січня 2006 року N 3334-IV
Застарілий житловий фонд — сукупність об'єктів житла до п'яти поверхів, крім садибної забудови, які за технічним станом не відповідають сучасним нормативним вимогам щодо безпечного і комфортного проживання, граничний строк експлуатації яких збіг або знос основних конструкційних елементів яких становить не менше 60 відсотків.
Житловий фонд, що прирівнюється до застарілого — житловий фонд, який не є застарілим, але розташований у межах території комплексної забудови, реконструкції кварталу (мікрорайону) та ускладнює реалізацію проекту такої забудови;
Маневрений житловий фонд — житловий фонд, сформований інвестором-забудовником за власні кошти та призначений для тимчасового проживання громадян на час проведення реконструкції житла застарілого житлового фонду.
Реконструкція житлового фонду — перебудова житлового фонду з метою поліпшення умов проживання, експлуатації, зміни кількості жилих квартир, загальної та жилої площі тощо, пов'язана із зміною геометричних розмірів, функціонального призначення, заміною окремих конструкцій, їх елементів, основних техніко-економічних показників, або знесення застарілого житлового фонду в кварталі (мікрорайоні) та будівництво нового житлового фонду кварталу (мікрорайону).

## Історична довідка
У СРСР після більшовицького заколоту будинки домовласників були експропрійовані і передані міським Радам (Декрет ВЦВК від 20 серпня 1918). Було проведено масове вселення в ці будинки робітників з підвалів, халуп і з околиць міст. Постановою РНК РРФСР від 8 серпня 1921 місцевим Радам дозволялося передавати державні житлові будинки в довгострокову оренду колективам мешканців. Відновлення промисловості та соціалістична індустріалізація країни зумовили значний приплив населення в міста, що створювало труднощі в його розселенні.
Разом з упорядкуванням експлуатації житлового фонду і, відновленням зруйнованих будинків (в результаті 1-ї світової війни 1914-1918 і Громадянської війни вибуло близько 14% всієї житлової площі) почалося нове житлове будівництво як в старих, так і в нових районах СРСР.
Житлове будівництво в СРСР здійснювалось на основі державного народно-господарського плану як у відношенні обсягу, благоустрою будинків, так і їх територіального розміщення. В результаті високих темпів збільшення нової житлової площі міський житловий фонд СРСР за роки радянської влади зріс у 8,5 раза. До кінця 1970 р. він склав 1529 млн м² проти 180 млн м² в 1913 р.